# كهف ليتشوجويلا
كهف ليتشوجويلا (بالإنجليزية: Lechuguilla Cave)‏ هو ثامن أطول كهف تم استكشافه في العالم.